# Verfassungsreferendum in Kasachstan 1995
Beim Verfassungsreferendum in Kasachstan 1995 waren die Bürger Kasachstans am 30. August 1995 dazu aufgerufen, über die neue Verfassung Kasachstans abzustimmen. Eine große Mehrheit der Bevölkerung stimmte dabei für die Annahme der neuen Verfassung.

## Fragestellung
Die Fragestellung lautete wie folgt:

«Принимаете ли Вы новую Конституцию Республики Казахстан, проект которой опубликован в печати первого августа 1995 года?»

„Akzeptieren Sie die neue Verfassung der Republik Kasachstan, deren erster Entwurf im August 1995 in der Presse veröffentlicht wurde?“

## Ergebnis
Ergebnis:
| Option                          | Stimmen   | Anteil   |
| ------------------------------- | --------- | -------- |
| Dafür                           | 7.212.773 | 90,0 %   |
| Dagegen                         | 800.839   | 10,0 %   |
| Ungültige Stimmen               | 78.103    |          |
| Gesamt (Wahlbeteiligung 90,6 %) | 8.091.715 | 100,00 % |